# Zocta: Sólo en la Tierra se puede ser extraterrestre
Zocta: Sólo en la Tierra se puede ser extraterrestre es una película española cómica de serie B estrenada en 1988 y protagonizada y dirigida por el cómico Joe Rígoli.

## Reparto
- Joe Rígoli como Zocta.
- José Carabias como Profesor Dizcal.
- Paloma Juanes como Ana.
- Terelu Campos como presentadora.

## Argumento
Unos extraterrestres están muy preocupados porque en la Tierra han inventado una bomba de antimateria que podría acabar con el universo, por lo que deciden a enviar a Zocta para que destruya los planos antes de que la fabriquen. Por desgracia, una vez en ese planeta, unos delincuentes le roban la maleta que le da sus poderes.